# 줄리 어츠
줄리 베스 어츠(영어: Julie Beth Ertz, 혼전 성씨: 존스턴(Johnston), 1992년 4월 6일 ~ )는 미국의 여자 축구 선수이다. 포지션은 수비수이며, 현재 시카고 레드 스타스 소속이다.

## 클럽 경력
어린 시절부터 축구를 즐겼으며 2010년부터 2013년까지 샌타클래라 대학교 산하 여자 축구 클럽인 샌타클래라 브롱코스(Santa Clara Broncos)에서 활약했다. 2014년 1월에 내셔널 위민스 사커 리그 소속 클럽인 시카고 레드 스타스에 입단했다.

## 국가대표 경력
미국 여자 축구 국가대표팀에 발탁되기 이전부터 연령대별(U-15, U-18, U-20, U-23) 미국 여자 축구 국가대표팀에서 활약했다. 특히 2012년 FIFA U-20 여자 월드컵에서는 미국의 우승을 견인했고 대회 브론즈볼을 수상하는 영예를 안았다.
2013년 2월에 열린 스코틀랜드와의 경기에 처음 출전했고 2015년 FIFA 여자 월드컵에서는 미국의 우승을 이끌었다. 2016년 리우데자네이루 하계 올림픽에도 참가했지만 미국은 8강전에서 스웨덴에 패배하면서 탈락하고 만다.

## 사생활
줄리 어츠는 2017년 3월 26일에 캘리포니아주 샌타바버라에서 내셔널 풋볼 리그의 필라델피아 이글스 소속으로 활약했던 미식축구 선수인 잭 어츠(Zach Ertz)와 결혼했다. 줄리 어츠와 잭 어츠는 샌타클래라 대학교 산하 스포츠 클럽인 스탠퍼드 카디날(Stanford Cardinal)의 야구 경기에서 처음 만났다.

## 수상

### 국가대표
- 2012년 FIFA U-20 여자 월드컵 우승
- 2015년 FIFA 여자 월드컵 우승
- 2019년 FIFA 여자 월드컵 우승

### 개인
- 2012년 FIFA U-20 여자 월드컵 브론즈볼 수상
- 2014 시즌 내셔널 위민스 사커 리그 올해의 신인 선수 선정
- 2015, 2019 시즌 내셔널 위민스 사커 리그 베스트 일레븐 선정
- 2014, 2016, 2017, 2018 시즌 내셔널 위민스 사커 리그 세컨드 일레븐 선정
- 2017, 2019 미국 축구 올해의 선수

## 같이 보기
- 2012년 FIFA U-20 여자 월드컵 선수 명단